# تشيغنولو بو (بافيا)
تشيغنولو بو (بالإيطالية: Chignolo Po)‏ هي بلدة تقع في مقاطعة بافيا بإقليم لومبارديا في شمال إيطاليا. تبلغ مساحة هذه المدينة 23.1 (كم²)، وترتفع عن سطح البحر 88 م، بلغ عدد سكانها 3502 نسمة في عام 2004 حسب إحصاء المعهد الوطني للإحصاء.

## السكان
في سنة 1861 بلغ عدد السكان 4٬486 نسمة، وتطور العدد ليصل في سنة 2011 لـ 3٬992 نسمة.
يظهر هذا المخطط البياني تطور النمو السكاني لـ تشيغنولو بو (بافيا)

## وصلات خارجية
- الموقع الرسمي